# Badlands National Park

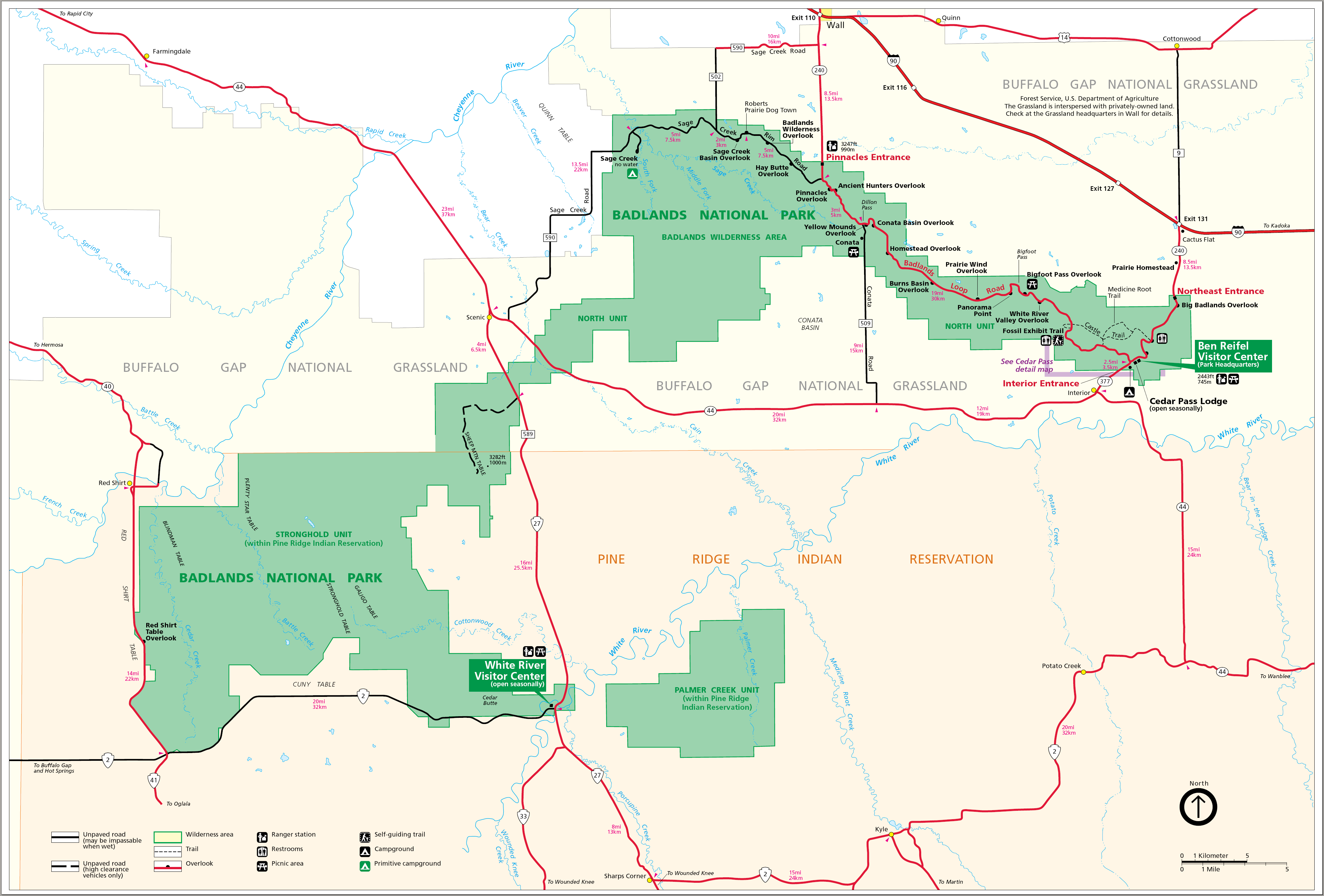
Plattegrond Badlands National Park

Het Badlands National Park is een nationaal park in het zuidwesten van South Dakota in de Verenigde Staten dat sinds 1978 bestaat. Het park heeft een oppervlakte van 982 km² met ravijnen, kloven en hoodoos, afgewisseld met grote stukken prairie. Het park staat verder bekend om de paleontologische vondsten uit het eoceen en het oligoceen. In de Badlands zijn fossielen van paarden, schapen, neushoorns en varkens gevonden. Menselijke bewoning vanaf 11.000 jaar geleden heeft eveneens zijn sporen nagelaten in het landschap.

## Ontstaan
De Badlands zijn ontstaan door water- en winderosie van lagen sediment. De Badlands zijn een droog gebied met weinig frequente, maar erg heftige neerslag, weinig begroeiing en zachte rots. Daardoor zijn de hellingen steil, met losse, droge aarde, gladde klei en diep zand.
Gedurende het late eoceen en tijdens het oligoceen 37 tot 28 miljoen jaar geleden was het gebied van de Badlands vruchtbaarder, vochtiger en warmer dan nu. Veel dieren, vooral zoogdieren, die de vlakten bevolkten kwamen om bij overstromingen en raakten snel begraven onder riviersediment.
Toen 5 miljoen jaar geleden de erosie begon, kwamen ook fossielen van zoogdieren weer aan de oppervlakte.
Kennis over paleontologische vondsten bestond al bij de Lakota-indianen. Ze hadden grote, versteende botten, versteende schelpen en schildpadschilden gevonden. Ze gingen ervan uit dat hun land ooit onder water gestaan had en dat de dieren waartoe de botten behoorden, niet meer leefden.
Pelsjagers namen weleens botten mee van hun jacht. Zo kwam er een bot terecht bij een arts in St Louis genaamd Dr. Hiram. A. Prout. Hij publiceerde hierover in 1846 een artikel in het American Journal of Science, waarna fossielen zoeken in de Badlands erg populair werd.

## Menselijke bewoning
Vanaf 11.000 jaar geleden zijn de Badlands bewoond geweest door verschillende indianenstammen. De eerste stammen woonden in beschutte valleien waar het hele jaar voldoende water en wild beschikbaar was. Tegenwoordig worden door de erosie de resten van hun kampvuren, pijlen en andere gereedschappen gevonden.
Later kwamen de Lakota en het Arikaravolk, waarvan de nakomelingen in het huidige North Dakota leven, nadat de Sioux ze hadden verdreven uit South Dakota.
Tegen het eind van de 19e eeuw kregen Amerikanen van de regering onder de Homestead Act stukken land om een boerderij op te bouwen. Dit had tot gevolg dat de indianen alleen in speciaal aangewezen reservaten mochten leven.
In de winter van 1890 voorspelde de Indiaanse profeet Wovoka dat de blanken zouden verdwijnen en ze hun land terug zouden krijgen als ze de Ghost Dance zouden uitvoeren. Ze droegen daarbij kleding waar kogels niet doorheen zouden kunnen gaan. Dit leidde uiteindelijk tot het Bloedbad van Wounded Knee, waarbij  150 indianen omkwamen.

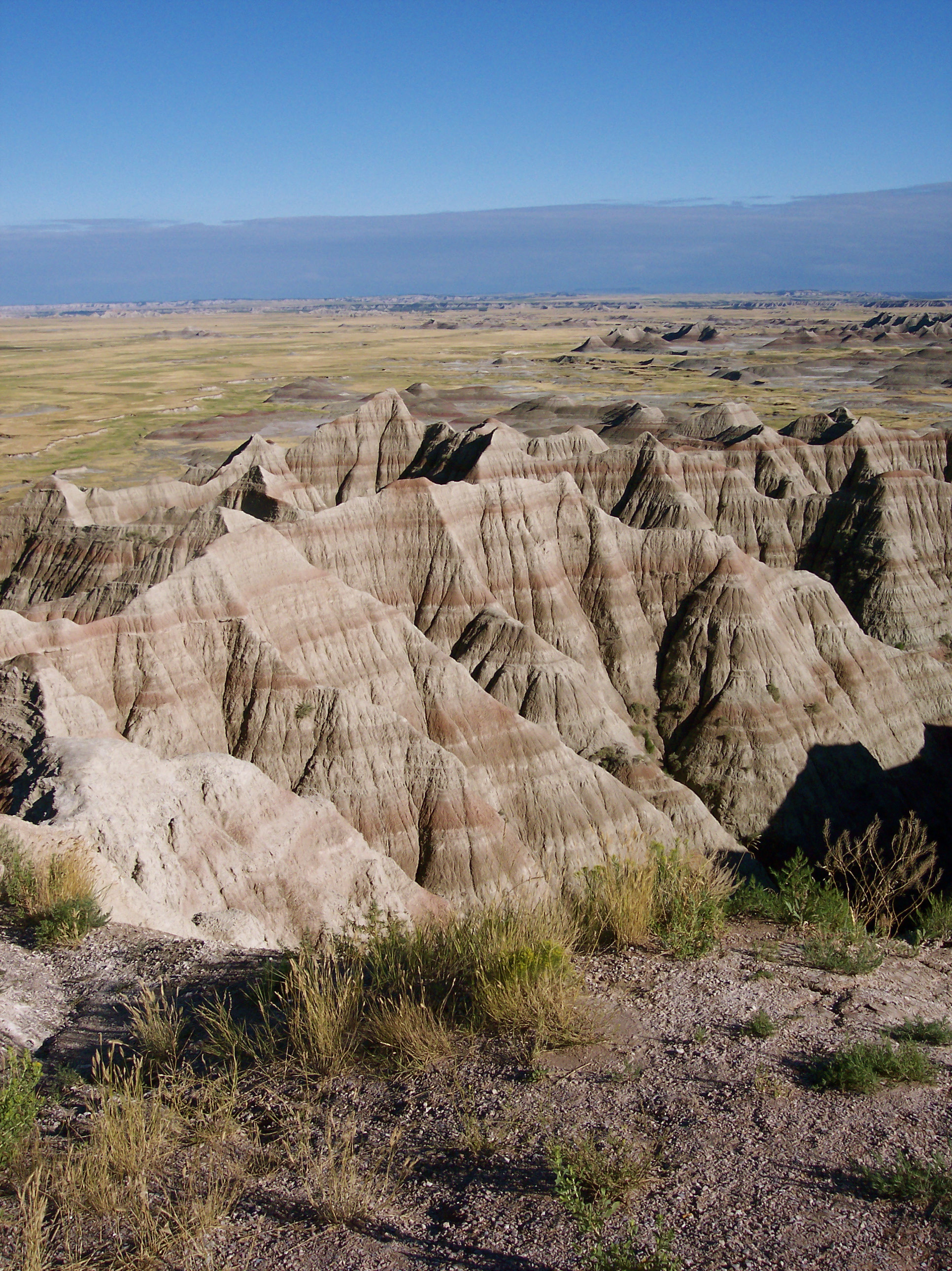
Badlands National Park

Acadia · American Samoa · Arches · Badlands · Big Bend · Biscayne · Black Canyon of the Gunnison · Bryce Canyon · Canyonlands · Capitol Reef · Carlsbad Caverns · Channel Islands · Congaree · Crater Lake · Cuyahoga Valley · Death Valley · Denali · Dry Tortugas · Everglades · Gates of the Arctic · Glacier · Glacier Bay · Grand Canyon · Grand Teton · Great Basin · Great Sand Dunes · Great Smoky Mountains · Guadalupe Mountains · Haleakalā · Hawaii Volcanoes · Hot Springs · Indiana Dunes · Isle Royale · Joshua Tree · Katmai · Kenai Fjords · Kings Canyon · Kobuk Valley · Lake Clark · Lassen Volcanic · Mammoth Cave · Mesa Verde · Mount Rainier · New River Gorge · North Cascades · Olympic · Petrified Forest · Pinnacles · Redwood · Rocky Mountain · Saguaro · Sequoia · Shenandoah · Theodore Roosevelt · Virgin Islands · Voyageurs · Wind Cave · Wrangell-St. Elias · Yellowstone · Yosemite · Zion